# بطولة إفريقيا للجودو 2018
بطولة أفريقيا للجودو 2018 هي النسخة 39 من بطولة أفريقيا للجودو، أقيمت في تونس العاصمة (تونس) بين 12 و15 أبريل 2018.

فازت تونس بالمركز الأول في جدول الميداليات.

## التنظيم

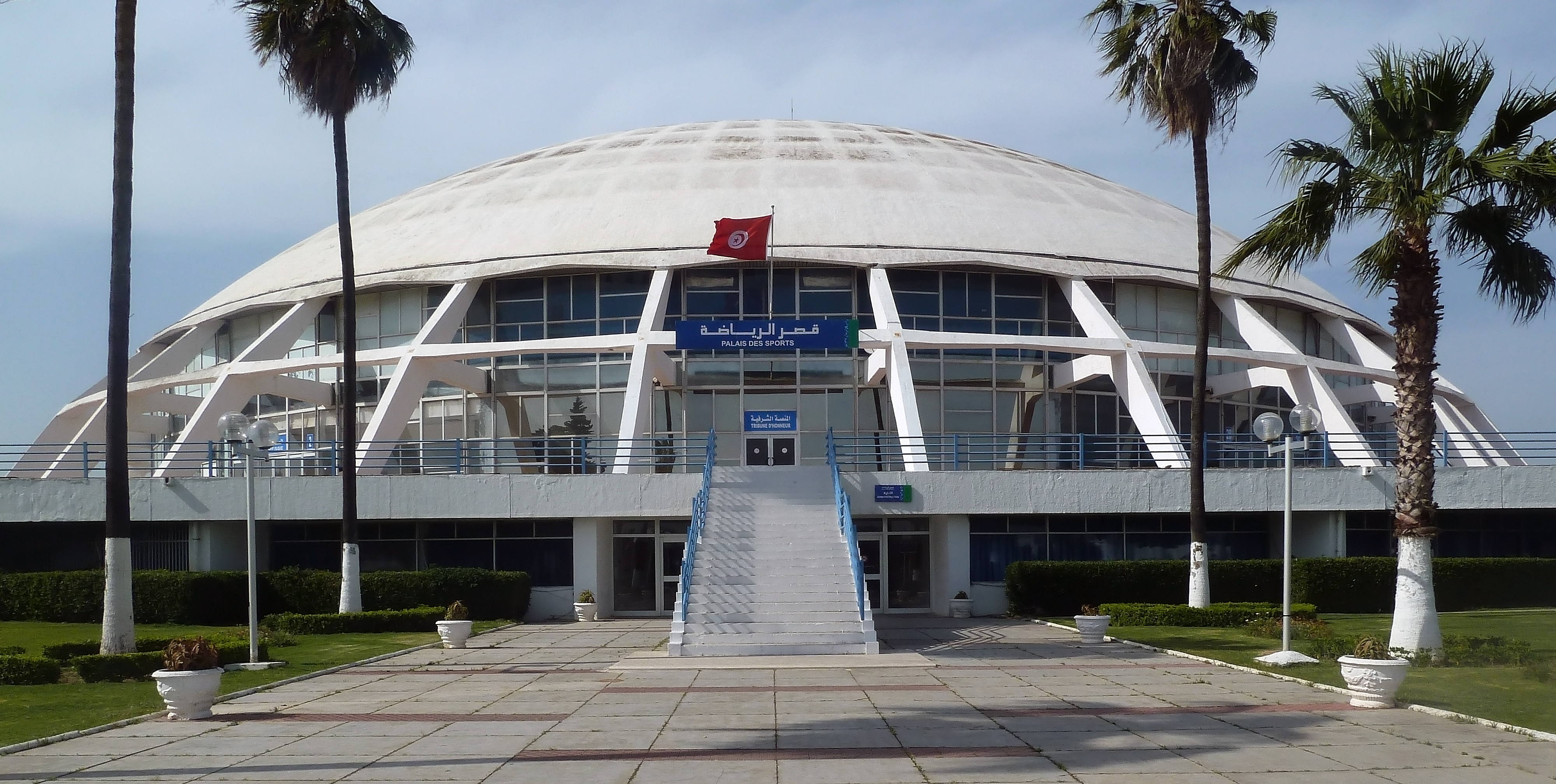
قصر الرياضة بالمنزه.

تقام كل المباريات في قصر الرياضة بالمنزه في تونس العاصمة.

### المشاركين
يشارك في هذه النسخة 24 دولة ب167 رياضي، منهم 106 رجل و61 سيدة:
- تونس (18)
- الجزائر (18)
- المغرب (16)
- مصر (14)
- بوركينا فاسو (10)
- ساحل العاج (10)
- السنغال (10)
- جنوب إفريقيا (7)
- مالي (7)
- أنغولا (6)
- الكاميرون (6)
- موريشيوس (6)
- موزمبيق (6)
- بوتسوانا (5)
- الغابون (5)
- الرأس الأخضر (5)
- توغو (4)
- جمهورية الكونغو الديمقراطية (4)
- ليبيا (4)
- بنين (2)
- جمهورية إفريقيا الوسطى (1)
- غانا (1)
- غينيا بيساو (1)
- مدغشقر (1)

## قائمة الميداليات
| الترتيب | منتخب                       | ذهبية | فضية | برونزية | المجموع |
| ------- | --------------------------- | ----- | ---- | ------- | ------- |
| 1       | تونس                        | 5     | 4    | 6       | 15      |
| 2       | الجزائر                     | 4     | 3    | 9       | 16      |
| 3       | المغرب                      | 4     | 3    | 3       | 10      |
| 4       | مصر                         | 3     | 4    | 3       | 10      |
| 5       | السنغال                     | 0     | 2    | 2       | 4       |
| 6       | الكاميرون                   | 0     | 0    | 3       | 3       |
| 6       | جنوب أفريقيا                | 0     | 0    | 3       | 3       |
| 8       | الغابون                     | 0     | 0    | 1       | 1       |
| 8       | أنغولا                      | 0     | 0    | 1       | 1       |
| 8       | جمهورية الكونغو الديمقراطية | 0     | 0    | 1       | 1       |
| المجموع | المجموع                     | 16    | 16   | 32      | 64      |

## النتائج

### الرجال
| الألعاب                    | الذهبية              | الفضية              | البرونزية                           |
| -------------------------- | -------------------- | ------------------- | ----------------------------------- |
| أقل من 60 كغ وزن خفيف جدا  | عصام باسو            | فرج الذويبي         | موسى ديوب رباحي سليم                |
| أقل من 66 كغ وزن نصف خفيف  | محمد عبد الموجود     | أحمد عبد الرحمان    | عصام باسو هود زورداني               |
| أقل من 73 كغ وزن خفيف      | فتحي نورين           | محمد محيي الدين     | أكاسيو كويفيوكا أحمد المزياتي       |
| أقل من 81 كغ وزن نصف متوسط | محمد عبد العال       | أشرف مطيع           | عبد العزيز بن عمار عبد الرحمان محمد |
| أقل من 90 كغ وزن متوسط     | عبد الرحمان بن عمادي | أسامة محمود السنوسي | علي حازم إيال لو بو                 |
| أقل من 100 كغ وزن نصف ثقيل | رمضان درويش          | إلياس بويعقوب       | بلال بلحيمر أنيس بن خالد            |
| أكثر من 100 كغ وزن ثقيل    | فيصل جاب الله        | مباغنيك ندياي       | مصطفى عبد اللاوي محمد أمين الطيب    |
| مفتوح كغ كل الفئات         | محمد سفيان بلرقعة    | ميسرة النجار        | فيصل جاب الله ديودوني دولاسيم       |

### السيدات
| الألعاب                    | الذهبية              | الفضية       | البرونزية                                 |
| -------------------------- | -------------------- | ------------ | ----------------------------------------- |
| أقل من 48 كغ وزن خفيف جدا  | ألفة السعودي         | عزيزة شاكر   | هاجر مسرم جيروناي وايتبوي                 |
| أقل من 52 كغ وزن نصف خفيف  | فاطمة الزهراء القرشي | هالة العياري | فايزة إيساحين مريم موسى                   |
| أقل من 57 كغ وزن خفيف      | سمية إيراوي          | لمياء الزنان | نسرية الجلاصي غفران الخليفي               |
| أقل من 63 كغ وزن نصف متوسط | مريم البجاوي         | صوفيا بلعطار | إيمان أغوار أمينة بلقاضي                  |
| أقل من 70 كغ وزن متوسط     | أسماء نيانج          | سعاد بلكحل   | نهال بوشوشة كاريني أغونو وورا             |
| أقل من 78 كغ وزن نصف ثقيل  | كوثر وعلال           | سارة مزوغي   | أونل سنيمان علاء حامد                     |
| أكثر من 78 كغ وزن ثقيل     | نهال شيخ روحو        | سونيا عسيلة  | مونيكا ساغنا هورتنس فانيسا مبالا أتانغانا |
| مفتوح كغ كل الفئات         | نهال شيخ روحو        | مونيكا ساغنا | أونل سنيمان هورتنس فانيسا مبالا أتانغانا  |

### الفرق
| الألعاب | الذهبية | الفضية  | البرونزية          |
| ------- | ------- | ------- | ------------------ |
| مختلط   | تونس    | الجزائر | الكاميرون · المغرب |

## روابط خارجية
- صفحة البطولة على موقع نظام معلومات الجودو.
- صفحة البطولة على موقع الاتحاد الدولي للجودو.
- صفحة البطولة على موقع الاتحاد الأفريقي للجودو.